# Цыганков, Андрей Павлович
Андрей Павлович Цыганков (род. 23 апреля 1964, Москва, СССР) — российский и американский политолог (PhD). C 2000 года работает в Государственном университете Сан-Франциско, преподаёт российскую и постсоветскую сравнительную политологию и международную политику.

## Биография
Получил степень кандидата философских наук в МГУ им. М. В. Ломоносова в 1991 году (тема диссертации: «Проблема демократизации в контексте социально-классовой динамики общества: опыт сравнительного анализа СССР и США»). В 2000 году получил степень в Университете Южной Калифорнии.
Участник международного дискуссионного клуба «Валдай».
Отец — профессор факультета политологии МГУ Павел Афанасьевич Цыганков.

## Избранная библиография

### На английском языке
- Pathways after Empire. National Identity and Foreign Economic Policy in the Post-Soviet World. — Lanham, New York: Rowman and Littlefield Publishers, 2001. — 237 с.
- New Directions in Russian International Studies (2004)
- Whose World Order? Russia's Perception of American Ideas after the Cold War. — Notre Dame: University of Notre Dame Press, 2004.
- Russia's Foreign Policy: Change and Continuity in National Identity. — Lanham, New York: Rowman and Littlefield Publishers, 2006.
- Russophobia: Anti-Russian Lobby and American Foreign Policy. — New York: Palgrave Macmillan, 2009.
- Russia and the West from Alexander to Putin: Honor in International Relations. — Cambridge University Press, 2012. — 317 с.
- Russia’s Foreign Policy: Change and Continuity in National Identity (2013)
- The Dark Double: US Media, Russia, and the Politics of Values. — Oxford University Press, 2019. — 208 с.
- Russia and America: The Asymmetric Rivalry. — Wiley, 2019. — 272 с.

Редактор
- Routledge Handbook of Russian Foreign Policy (2018) Chapter 3: doi/10.4324/9781315536934-4

### На русском языке
- Внешняя политика России от Горбачёва до Путина: формирование национального интереса. — Москва, 2008. — 270 с. — ISBN 978-5-91393-028-6.
- Русофобия: антироссийское лобби в США. — Эксмо, 2015. — 448 с. — ISBN 978-5-699-78964-1.